# Bubalus antiquus

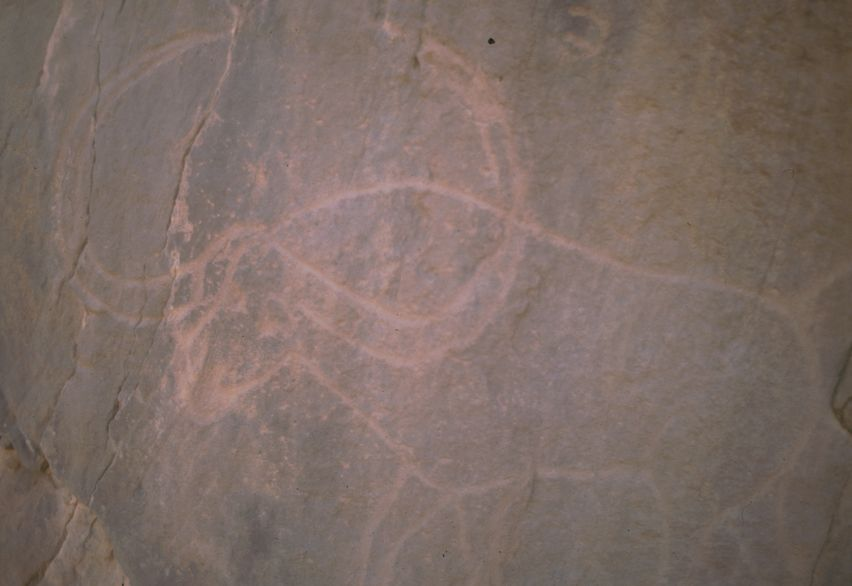
Pittura rupestre ad incisione di Pelorovis antiquus

Il Pelorovis antiquus, o Bubalus antiquus, era un grosso erbivoro dell'Africa apparso durante il Pliocene circa 2,5 milioni di anni fa ed estinto circa 12.000 anni fa durante il tardo Pleistocene nell'Africa meridionale ed orientale, e circa 4000 anni fa nell'Africa settentrionale. Le notizie riguardanti la sua esistenza sono note soprattutto grazie alle pitture rupestri lasciateci dalle antiche popolazioni dell'area, oltre alle testimonianze fossili.

## Descrizione
Il Pelorovis Antiquus era un grosso bovino dalle forme simili al bufalo d'acqua ed è uno dei più grandi bufali mai esistiti. È noto soprattutto per le sue immense corna che si incurvano verso l'alto seguendo una traiettoria circolare, a differenza della specie Pelorovis oldowayensis nella quale si sviluppano allo stesso modo, ma sono curvate verso il basso. I nuclei ossei delle corna rinvenuti negli scavi archeologici raggiungono una lunghezza di 1 metro, ma probabilmente quando erano coperti da cheratina (la quale non ha resistito alla fossilizzazione) potevano raggiungere il doppio di questa grandezza. Un esemplare adulto era in grado di raggiungere le dimensioni di circa 3 metri di lunghezza, 190 centimetri di altezza al garrese e 1800 kg di peso.